# Smoljanac
Smoljanac falu Horvátországban Lika-Zengg megyében. Közigazgatásilag Plitvička Jezerához tartozik.

## Fekvése
Otocsántól légvonalban 34 km-re, közúton 69 km-re keletre, községközpontjától Korenicától légvonalban 23 km-re közúton 27 km-re északnyugatra, a Plitvicei-tavak Nemzeti Parktól északra a megye határán fekszik.

## Története
A falu régi fatemploma még a 18. században épült. 1857-ben 696, 1910-ben 791 lakosa volt. A trianoni békeszerződés előtt Lika-Korbava vármegye Korenicai járásához tartozott. Ezt követően előbb a Szerb-Horvát-Szlovén Királyság, majd Jugoszlávia része lett. 1991-ben lakosságának 96 százaléka horvát volt, akik a drežniki plébániához tartoztak. 1991-ben a független Horvátország része lett, de a közeli falvak szerb lakossága még az évben Krajinai Szerb Köztársasághoz csatlakozott. 1991. december 4-én szerb katonák és szabadcsapatok támadták meg és házról házra járva kifosztották az épületeket, majd felgyújtották őket. Felgyújtották a fából épült régi katolikus templomot is. Hét embert öltek meg azok közül akik nem tudtak elmenekülni, többeket saját házukban. A háborúnak 1991 és 1995 között összesen 15 helybeli áldozata volt, tiszteletükre a faluban emlékművet emeltek. A horvát hadsereg 1995. augusztus 6-án a Vihar hadművelet keretében foglalta vissza a község területét. A háború után a falut újjáépítették, templomát 2008-ban szentelték fel újra. 2011-ben 245 lakosa volt.

## Lakosság
| Lakosság változása | Lakosság változása | Lakosság változása | Lakosság változása | Lakosság változása | Lakosság változása | Lakosság változása | Lakosság változása | Lakosság változása | Lakosság változása | Lakosság változása | Lakosság változása | Lakosság változása | Lakosság változása | Lakosság változása | Lakosság változása |
| ------------------ | ------------------ | ------------------ | ------------------ | ------------------ | ------------------ | ------------------ | ------------------ | ------------------ | ------------------ | ------------------ | ------------------ | ------------------ | ------------------ | ------------------ | ------------------ |
| 1857               | 1869               | 1880               | 1890               | 1900               | 1910               | 1921               | 1931               | 1948               | 1953               | 1961               | 1971               | 1981               | 1991               | 2001               | 2011               |
| 696                | 775                | 746                | 750                | 850                | 791                | 842                | 810                | 513                | 436                | 379                | 349                | 275                | 256                | 238                | 245                |

## Nevezetességei
Keresztelő János tiszteletére szentelt temploma a 18. században fából épült. 1991. december 4-én a szerbek felgyújtották. A templomot 2008-ban eredeti anyagából fából építették újjá, felszentelése május 18-án volt.